# Корфантов
Корфа̀нтов или Корфа̀нтув (на полски: Korfantów; на немски: Friedland in Oberschlesien) е град в Южна Полша, Ополско войводство, Ниски окръг. Административен център е на градско-селската Корфантовска община. Заема площ от 10,23 км2.

## Население
Според данни от полската Централна статистическа служба, към 31 декември 2013 г. населението на града възлиза на 1 893 души. Гъстотата е 185 души/км2.